# Torneo Súper 20
El Torneo Súper 20 fue una competencia oficial de clubes de baloncesto de Argentina disputada a modo de pretemporada por los 20 equipos integrantes de la Liga Nacional de Básquet. Era organizado por la Asociación de Clubes; entregaba un título de campeón y dos cupos a la Liga Sudamericana de Clubes.
Surgió en el año 2017 como solución al nuevo calendario FIBA que proponía tres ventanas durante el año que duraba la Liga A (20 a 28 de noviembre de 2017, 19 a 27 de febrero y 25 de junio a 3 de julio de 2018. Por ello, la AdC decidió armar, entre el inicio de la temporada a mediados de septiembre y la primera ventana, el Torneo Súper 20.

## Formato de competencia
El torneo estaba dividido en dos fases, la fase de grupos y los play-offs.
Fase de grupos: Los 20 equipos se dividían en cuatro grupos (A, B, C, y D) de cinco integrantes cada uno según su ubicación geográfica, u otro factor determinante. Se enfrentaban todos contra todos dentro de su grupo dos veces, una como local y otra como visitante. Cada equipo que ganaba su encuentro sumaba 2 puntos, mientras que cada equipo que perdía sumaba 1 punto. Los equipos se ordenaban en una tabla de posiciones según sus resultados dentro del grupo. Los tres mejores de cada grupo avanzaban a la segunda ronda de los play-offs, los octavos de final. Los ubicados penúltimo y último acceden al repechaje.
Play-offs: Divididos en cinco etapas, la disputaban todos los equipos. Las series de repechaje, octavos de final y cuartos de final se disputaban al mejor de tres partidos, en serie 1-2, ganando la serie aquel equipo que ganaba 2 partidos. Era local primero el equipo con peor ubicación. Luego la serie se disputaba en el estadio del equipo mejor ubicado, tanto el segundo partido como el eventual tercer partido. Las semifinales y la final se disputaban en formato Final four a partido único y en sede única.
Aquellos ubicados último y penúltimo de cada grupo disputaban el repechaje. El ganador de esta serie avanzaba de fase, el perdedor dejaba de participar.
Los equipos ubicados entre el primer y el tercer puesto de su grupo accedían a los octavos de final. El equipo con mejor ubicación enfrentaba al ganador del repechaje. Los ganadores avanzaban a cuartos de final.
Los ganadores de los octavos de final se emparejaban y disputaban los cuartos de final. Los ganadores accedían al Final four.
Final four: Disputado en sede única y a partido único, los cuatro ganadores de cuartos de final se emparejaban y jugaban primero semifinales y luego la posterior final. El ganador de la final se proclamaba campeón.

### Clasificación a competencias internacionales
El torneo daba dos plazas para disputar la Liga Sudamericana de Clubes.

## Equipos participantes
Los equipos que participaban de la competencia eran todos aquellos que a su vez participaban en la Liga Nacional de Básquet.
| Equipo                                      | Ciudad              | Temp | Estadio                              | Capacidad |
| ------------------------------------------- | ------------------- | ---- | ------------------------------------ | --------- |
| Asociación Atlética Quimsa                  | Santiago del Estero | 5    | Ciudad de Santiago del Estero        | 5000      |
| Asociación Deportiva Atenas                 | Córdoba             | 5    | Polideportivo Carlos Cerutti         | 3424      |
| Club Atlético Argentino                     | Junín               | 5    | El Fortín de las Morochas            | 1500      |
| Club Atlético Boca Juniors                  | Buenos Aires        | 5    | Microestadio Luis Conde              | 2000      |
| Club Atlético Obras Sanitarias de la Nación | Buenos Aires        | 5    | Obras Sanitarias                     | 2500      |
| Club Atlético Peñarol                       | Mar del Plata       | 5    | Polideportivo Islas Malvinas         | 8000      |
| Club Atlético Platense                      | Florida             | 3    | Microestadio Ciudad de Vicente López | 800       |
| Club Atlético Riachuelo                     | La Rioja            | 1    | Superdomo La Rioja                   | 13000     |
| Club Atlético San Lorenzo de Almagro        | Buenos Aires        | 5    | Polideportivo Roberto Pando          | 2200      |
| Club Atlético Unión                         | Santa Fe            | 1    | Ángel P. Malvicino                   | 4500      |
| Club Ciclista Olímpico                      | La Banda            | 5    | Vicente Rosales                      | 3400      |
| Club Deportivo Hispano Americano            | Río Gallegos        | 5    | Tito Wilson                          | 900       |
| Club Ferro Carril Oeste                     | Buenos Aires        | 5    | Héctor Etchart                       | 3500      |
| Club Gimnasia y Esgrima                     | Comodoro Rivadavia  | 5    | Socios Fundadores                    | 1453      |
| Club de Regatas Corrientes                  | Corrientes          | 5    | José Jorge Contte                    | 3400      |
| Club San Martín de Corrientes               | Corrientes          | 5    | Raúl Argentino Ortiz                 | 2500      |
| Club Social y Deportivo Comunicaciones      | Mercedes            | 5    | Comunicaciones                       | 3500      |
| Instituto Atlético Central Córdoba          | Córdoba             | 5    | Ángel Sandrín                        | 2000      |
| La Unión de Formosa                         | Formosa             | 5    | Cincuentenario                       | 4500      |
| Oberá Tenis Club                            | Oberá               | 2    | Dr. Luis Augusto Derna               | 2000      |

1. ↑  Capacidad según la guía oficial 2016/2017.
2. ↑  Platense utiliza en la máxima categoría el Estadio Obras Sanitarias, con capacidad para 2500 espectadores.
3. ↑  Hispano Americano utiliza en la máxima categoría el Gimnasio Juan Bautista Rocha, con capacidad para 600 espectadores.

### Historial de participantes
En negrita los equipos que compitieron en la última edición del torneo.
- 5 Argentino (Junín)
- 5 Atenas
- 5 Boca Juniors
- 5 Ciclista Olímpico
- 5 Comunicaciones (Mercedes)
- 5 Ferro Carril Oeste
- 5 Gimnasia de Comodoro Rivadavia
- 5 Hispano Americano
- 5 Instituto
- 5 La Unión de Formosa
- 5 Obras Sanitarias
- 5 Peñarol
- 5 Quimsa
- 5 Regatas Corrientes
- 5 San Lorenzo
- 5 San Martín de Corrientes
- 4 Bahía Basket
- 3 Estudiantes Concordia
- 3 Libertad
- 3 Platense
- 2 Oberá Tenis Club
- 2 Quilmes
- 1 Riachuelo
- 1 Salta Basket
- 1 Unión (Santa Fe)

## Historial de campeones
| Temporada     | Campeón                    | Resultado | Subcampeón                 | Entrenador campeón | MVP de la final                 |
| ------------- | -------------------------- | --------- | -------------------------- | ------------------ | ------------------------------- |
| 2017 Detalles | San Martín (Corrientes)    | 83-74     | Instituto                  | Sebastián González | Lucas Faggiano (San Martín (C)) |
| 2018 Detalles | Quimsa                     | 76-70     | San Lorenzo (Buenos Aires) | Silvio Santander   | Nicolás De Los Santos (Quimsa)  |
| 2019 Detalles | San Lorenzo (Buenos Aires) | 92-91     | Quimsa                     | Néstor García      | Dar Tucker (San Lorenzo (BA))   |
| 2020 Detalles | Quimsa                     | 72-66     | San Martín (Corrientes)    | Sebastián González | Brandon Robinson (Quimsa)       |
| 2021 Detalles | Instituto                  | 80-66     | Gimnasia (CR)              | Lucas Victoriano   | Nicolás Romano (Instituto)      |

1. 1 2 3 4  Torneo resuelto con final a partido único. Resultado de dicho encuentro.
2. ↑  Torneo resuelto mediante un cuadrangular. Resultado del encuentro entre primero y segundo del cuadrangular.

### Títulos por equipo
| Equipo                        | Títulos | Subtítulos | Temporadas campeón | Temporadas subcampeón |
| ----------------------------- | ------- | ---------- | ------------------ | --------------------- |
| Quimsa                        | 2       | 1          | 2018 y 2020        | 2019                  |
| San Martín (Corrientes)       | 1       | 1          | 2017               | 2020                  |
| San Lorenzo (Buenos Aires)    | 1       | 1          | 2019               | 2018                  |
| Instituto                     | 1       | 1          | 2021               | 2017                  |
| Gimnasia (Comodoro Rivadavia) |         | 1          |                    | 2021                  |